# Deadpool (stripfiguur)
Deadpool is een fictieve antiheld uit de strips van Marvel Comics, die ook weleens wordt neergezet als een superschurk. Hij werd bedacht door Rob Liefeld en Fabian Nicieza, en verscheen voor het eerst in The New Mutants #98 (Februari 1991).
Deadpool is een Canadese high-tech huursoldaat die bekendstaat om zijn bijdehante opmerkingen en zwarte humor. Net als Wolverine is hij een product van het Weapon X-programma.
Deadpool was oorspronkelijk een vijand van de New Mutants en later X-Force. Hij kreeg zijn eigen stripserie in 1997, die bekendstond om zijn slapstickhumor en het breken van de vierde wand. Momenteel werkt Deadpool samen met Cable in de stripserie Cable & Deadpool.
Deadpool vertoont veel overeenkomsten met de DC Comics superschurk Deathstroke. Echter, sinds Deadpools introductie in de strips hebben de beide personages zich een heel andere kant op ontwikkeld.

## Publicatiegeschiedenis
Deadpool verscheen oorspronkelijk  in de stripseries New Mutants en X-Force. Hij werd echter populair genoeg om een eigen stripserie te krijgen. In 1993 kreeg hij zijn eigen vierdelige miniserie (The Circle Chase door Joe Madureira). Ook begon hij gastoptredens te maken in de strips van Wolverine, Nomad, Silver Sable, en Heroes For Hire.
De voorkanten van de strips in de Deadpool serie bevatte vaak verwijzingen naar de voorkanten van klassieke Marvel Strips.
In 1997 kreeg Deadpool zijn eigen vaste stripserie. Hierin werd ook een vaste cast van bijfiguren bedacht, waaronder Blind Al en Deadpools beste vriend, Weasel. De stripserie liep tot aan deel #69. Hierna ging de serie verder onder de naam Agent X.
In 2004 verscheen de Cable & Deadpool serie geschreven door Fabian Nicieza.
Deadpool is een van de weinige Marvel stripfiguren die zich bewust is van het feit dat hij een stripfiguur is, en daardoor geregeld de vierde wand doorbreekt.
In 2023 werd de Japanse manga Deadpool: Samurai (2020), geschreven door Sanshiro Kasama en getekend door Hikaru Uesugi, volledig uitgegeven in het Nederlands door Panini, in 2 delen.

## Biografie
Wade was oorspronkelijk een speciale agent voor de overheid, die leed aan terminale kanker. Hij meldde zich als vrijwilliger voor het Weapon X programma waar hij een behandeling onderging die hem bovenmenselijke genezende kracht zou geven, gebaseerd op het DNA van Wolverine. Echter, de kanker reageerde met het mutagenetische proces, waardoor Wade werd verminkt en mentaal instabiel werd.
Wade werd snel uit het Weapon X programma gezet en naar de “Workshop”, een plaats voor mislukte experimenten, gestuurd. Hier werd geregeld een spel gespeeld genaamd de "Dead Pool", waarin werd gewed wie van de experimenten als volgende zou sterven. Tijdens Wade's executie, werd zijn genezende kracht alsnog actief. Hij wist met vele anderen aan Weapon X te ontsnappen, en nam de naam "Deadpool" aan. Na een tijdje te hebben rondgezworven, vond hij zijn roeping als huursoldaat. In het begin werkte hij vooral voor schurken zoals de mysterieuze Mr. Tolliver. Dit maakte hem tot vijand van Cable, Wolverine en de New Mutants (die later werden omgevormd tot X-Force).
Uiteindelijk werd Deadpool steeds meer en meer een held, hoewel hij zijn oude neigingen behield. Hij bleek ook vrienden te hebben zoals Weasel en Blind Al aan wie hij loyaal was en om wie hij gaf. Naarmate zijn karakter meer werd ontwikkeld werd duidelijk dat hoewel hij bekendstond als een brute onverslaanbare huursoldaat, hij eigenlijk een onzekere getraumatiseerde man was. Toen hij een relatie kreeg met Siryn, hielp zij hem met zijn mentale toestand.
Deadpool is in het verleden tweemaal gestorven. De eerste maal was toen hij zag hoe Copycat werd vermoord door agenten van Weapon X, en hij zelf werd neergeschoten toen hij wraak wilde nemen. Hij werd weer tot leven gebracht door Thanos. Kort na zijn dood doken echter vier valse Deadpools op, die elk een van zijn persoonlijkheden hadden. Zo was een van een idealistische superheld, en een ander een punisherachtige misdaadbestrijder.
De tweede keer leek Deadpool om te komen bij een explosie toen hij de schurk Black Swan bevocht. Swan had Deadpool geïnfecteerd met een virus dat zijn geheugen wiste. Weken later dook een mysterieus figuur op genaamd Alex Hayden, die werkte onder de codenaam Agent X. Er werd lange tijd gedacht dat Hayden Deadpool was die aan geheugenverlies leed. De waarheid was echter een stuk ingewikkelder, en kwam aan het licht toen Black Swan opdook met een "tabula rasa" Deadpool (die meteen door Hayden werd neergeschoten). Het bleek dat Hayden in werkelijkheid het tot leven gebrachte lichaam was van een man genaamd Nijo, die ook een slachtoffer was van Black Swan. Door Swans mentale krachten had hij Deadpools genezende kracht gekregen. Door de kogel in zijn hoofd keerde Deadpools persoonlijkheid terug.
Deadpool werkt momenteel samen met zijn voormalige vijand Cable. Toen beide werden geïnfecteerd door het vormveranderende "Façade Virus", moesten ze hun DNA vermengen om te genezen. Daardoor heeft Cable nu wat van Deadpools DNA en vice versa.

## Krachten en capaciteiten
Deadpool heeft op kunstmatige wijze bovenmenselijke genezende kracht verkregen dankzij het Weapon X programma. Omdat Deadpool aan kanker leed op het moment dat de behandeling plaatsvond, verbond dit zich met zijn genezende kracht zodat de kanker nu in feite zijn genezende kracht is. Het zorgde er echter ook voor dat zijn huid zwaar werd verminkt. Ook zorgt de genezende kracht ervoor dat zijn hersencellen zich continu regenereren, waardoor Deadpool immuun is voor de krachten van telepaten zoals Professor X en Emma Frost. Als bijproduct van de behandeling beschikt hij ook over toegenomen kracht, uithoudingsvermogen, reflexen en lenigheid.
Naast zijn fysieke voordelen is Deadpool een absolute meesterhuurmoordenaar en huursoldaat. Hij is een expert in verschillende vormen van gewapende en ongewapende gevechten. Zijn favoriete wapens zijn zwaarden omdat hij zijn vijanden het liefst een op een bevecht, maar als hij z'n dag niet heeft gebruikt hij ook weleens vuurwapens. Hij draagt altijd een klein arsenaal van experimentele en high-tech vuurwapens en zwaarden met zich mee. Deadpool is een zeer ervaren schutter. Hij heeft een persoonlijk teleportatieapparaat, vaak gelokaliseerd in zijn riem. Dit apparaat werd gemaakt door Weasel, en wordt door Deadpool gebruikt om zichzelf uit, en vaak ook in, lastige situaties te teleporteren. In eerdere strips had Deadpool ook een hologramprojector om zichzelf te vermommen (eenmaal, toen hij vast zat in het verleden, gebruikte hij dit apparaat om zich voor te doen als Peter Parker).
Deadpool heeft daadwerkelijk de personificatie van de Dood ontmoet, en is zelfs een relatie met haar aangegaan. Als gevolg hiervan werd hij vervloekt door Thanos zodat hij niet kan sterven. Deadpools status als onsterfelijke wordt echter nogal eens achterwege gelaten door schrijvers.

## Ultimate Deadpool
Deadpools eerste verschijning in het Ultimate Marvel universum was samen met de Reavers in Ultimate Spider-Man #91, waarin ze de X-Men’s school aanvallen terwijl Peter Parker daar op bezoek is. Deadpool en de Reaves doen zich via vermommingstechnologie voor als de X-Men, en verrassen de echte X-Men een voor een. Deadpool werd pas echt gezien op het laatste plaatje van dit boek. Hij heeft in deze strips een ander kostuum, en zijn tekstballonnen zijn niet langer geel gekleurd.
Ultimate Deadpool lijkt te werken voor de Genoshaanse overheid om mutanten op te jagen als een soort live entertainment op televisie. Volgens het televisienetwerk was hij een sergeant genaamd Wadey Wilson.

## Deadpool in andere media

### Computerspellen
Deadpool maakte zijn opwachting in diverse computerspellen zowel als niet speelbaar als speelbaar personage. In 2013 verscheen hij in een game waarin hij de hoofdrol had getiteld Deadpool.

### Televisie
Ook op televisie was Deadpool te zien in verscheidene tekenfilmseries als een bijfiguur. 

### Films
In de film X-Men Origins: Wolverine heeft Deadpool een riante rol. Deze wordt vertolkt door Ryan Reynolds.
In 2016 verscheen de film Deadpool met in de titelrol wederom Ryan Reynolds. Hoewel de film zich afspeelt in hetzelfde filmuniversum als X-Men Origins: Wolverine, wordt de incarnatie van Deadpool uit deze laatste film genegeerd en is het een trouwe versie van de comic geworden. 
Op 16 mei 2018 verscheen Deadpool 2 in de bioscoop.

#### Marvel Cinematic Universe
In de derde Deadpool film Deadpool & Wolverine uit 2024 verschijnt Wade Wilson / Deadpool voor het eerst in het Marvel Cinematic Universe. Wederom wordt hij hierin weer gespeeld door Ryan Reynolds. 
Reynolds speelt in deze film ook een alternatieve variant van Wade Wilson / Deadpool, Nicepool. Andere varianten die verschijnen zijn: Dancepool (gespeeld door Reynolds' dans double), Mary Puppins / Dogpool (gespeeld door Britain's ugliest dog, Peggy), Ladypool (ingesproken door Reynolds' vrouw Blake Lively), Kidpool en Babypool (gespeeld door Reynolds' kinderen Inez Reynolds en Olin Reynolds), Headpool (gespeeld door Nathan Fillion), Cowboypool (gespeeld door Matthew McConaughey), Welshpool (gespeeld door Wrexham AFC voetballer Paul Mullin), Canadapool (gespeeld door Reynolds' stuntdubbel Alex Kyshkovych), Haroldpool (gespeeld door Tom Holland's broer, Harry Holland), Frederick Wilson / Golden Age Deadpool, Zenpool, Deadpool 2099, Watari / Fool, Richpool, Kingpool, Shortpool en Frenchpool.
Deadpool verschijnt in de volgende films:
- X-Men Origins: Wolverine (2009)
- Deadpool (2016)
- Deadpool 2 (2018)
- Deadpool & Wolverine (2024)